# Südleasing

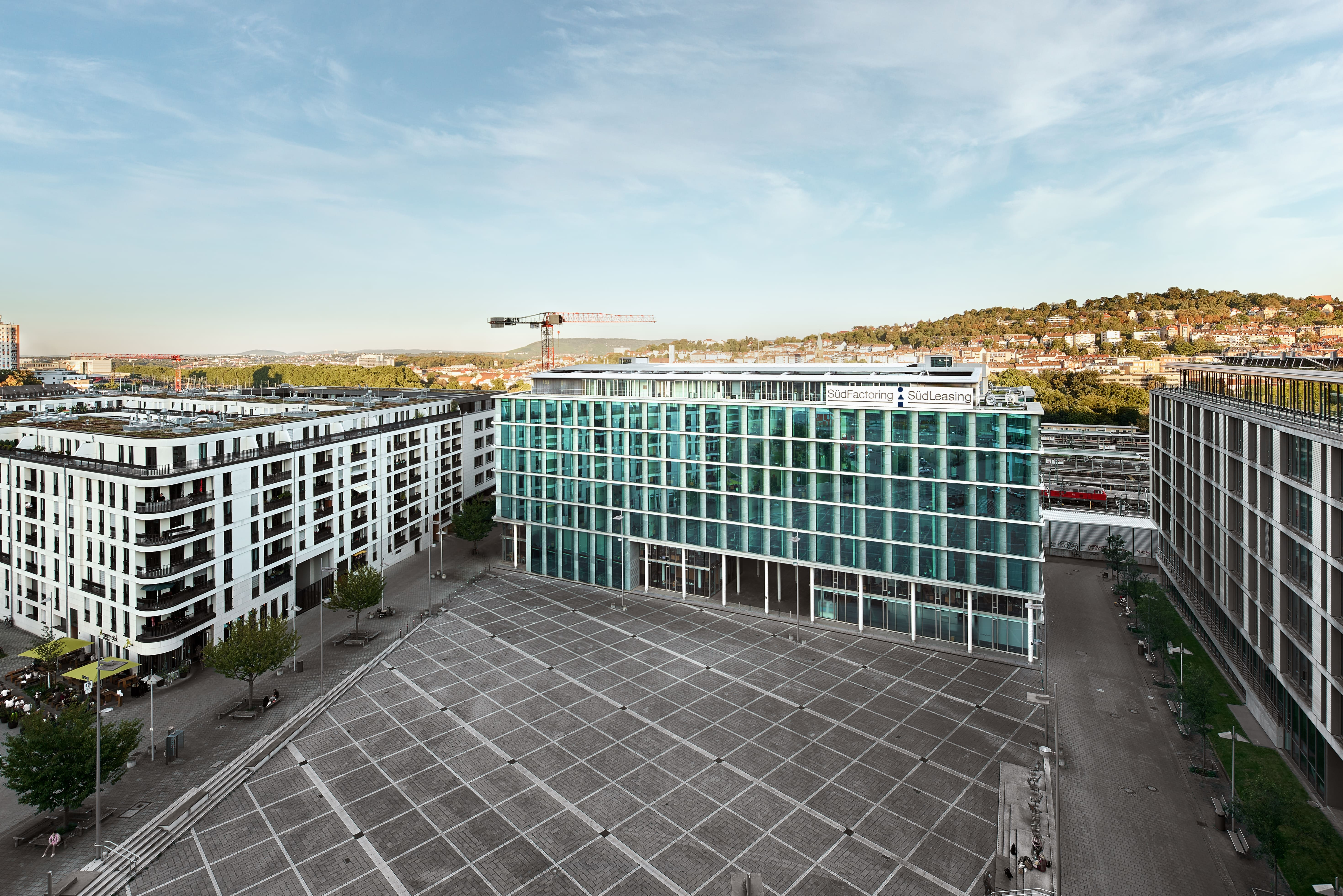
Zentrale der Südleasing (2021)

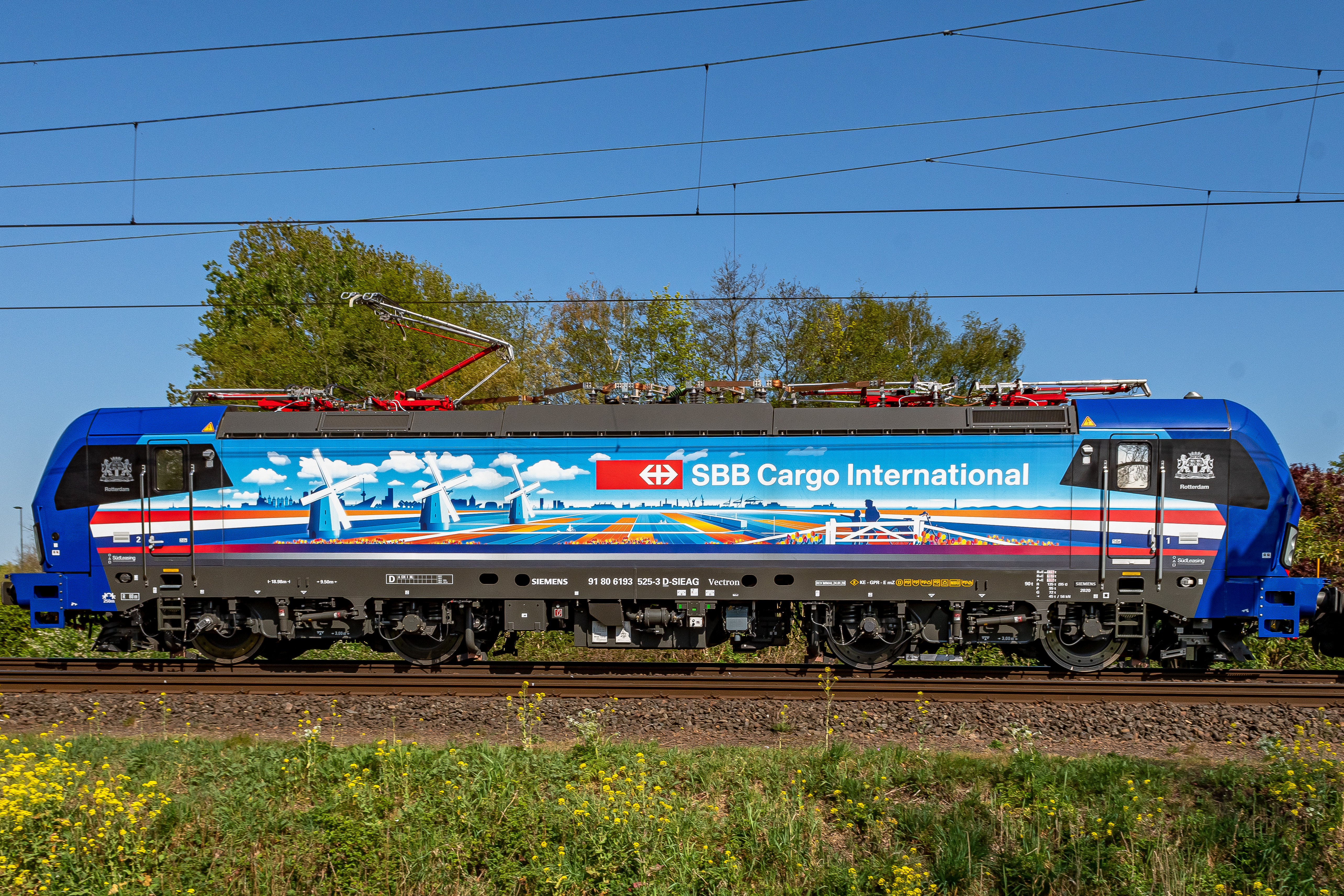
Über Südleasing beschaffte Vectron-Lokomotive der SBB Cargo International

Südleasing ist ein deutsches Finanzdienstleistungsinstitut mit Sitz in Stuttgart. Es wurde 1970 gegründet und befindet sich vollständig im Besitz der Landesbank Baden-Württemberg. Das Unternehmen ist mit einem Leasingbestand von 3,6 Mrd. € eine der führenden herstellerunabhängigen Leasinggesellschaften in Deutschland. Ferner zählt Südleasing zu den 500 größten deutschen Unternehmen gemessen am Umsatz. Rund 400 Mitarbeiterinnen und Mitarbeiter, vorwiegend in Baden-Württemberg, sind an 21 Standorten deutschlandweit tätig. Südleasing ist Mitglied im Bundesverband Deutscher Leasing-Unternehmen.

## Geschichte
In seiner heutigen Form existiert das Unternehmen seit 1989. In diesem Jahr führte die Südwestdeutsche Landesbank mehrere Leasinggesellschaften unter dem Dach der „Südleasing GmbH“ mit Sitz in Mannheim und Stuttgart zusammen. Anfang der 1990er Jahre war Südleasing die größte Leasinggesellschaft in Baden-Württemberg und zählte zu den zehn größten Vertretern der Branche in ganz Deutschland. Seit 2003 befindet sich die Zentrale von Südleasing am Pariser Platz im Stuttgarter Europaviertel. Dort wurde ein neues Bürogebäude errichtet, das unter anderem über Erd- und Fernwärme klimatisiert wird. Neben dem Geschäft in Europa verzeichnete Südleasing ab 2005 in den USA starkes Wachstum. Das Unternehmen wuchs stärker als der Markt, man gründete Tochtergesellschaften zum Beispiel auch in Kanada, Mexiko und Rumänien. Seit 2012 legt die SüdLeasing jedoch ihren Schwerpunkt auf Deutschland. Im Jahr 2020 feierte Südleasing ihr 50-jähriges Bestehen.

## Produkte
Die Zielgruppen von Südleasing sind primär mittelständische Unternehmen, Händler und Hersteller sowie Vermittler. Das Unternehmen konzentriert sich auf großvolumiges Investitionsgeschäft, welches sich hauptsächlich mit den Finanzierungsobjekten Baumaschinen, Anlagen und Maschinen, Fahrzeuge, Großprojekte, Land- und Forstwirtschaft, Intralogistik, Energie, Informationslogistik und Entsorgungstechnik befasst. Als Spezialist im Mobilienleasing fokussiert sich die SüdLeasing vorwiegend auf drei Finanzierungsarten, Leasing, Mietkauf und Absatzfinanzierung. Aber auch Händlereinkaufsfinanzierung sowie Versicherungen bietet das Unternehmen an. Seit 2020 bietet Südleasing eine Vertragskombination an, die klimaneutral sein soll. Für geschäftliche Handlungen im Bereich des Factoring kann auf die Schwestergesellschaft SüdFactoring und für Technologie-Leasing auf die Tochtergesellschaft ALVG verwiesen werden.